# Heorot

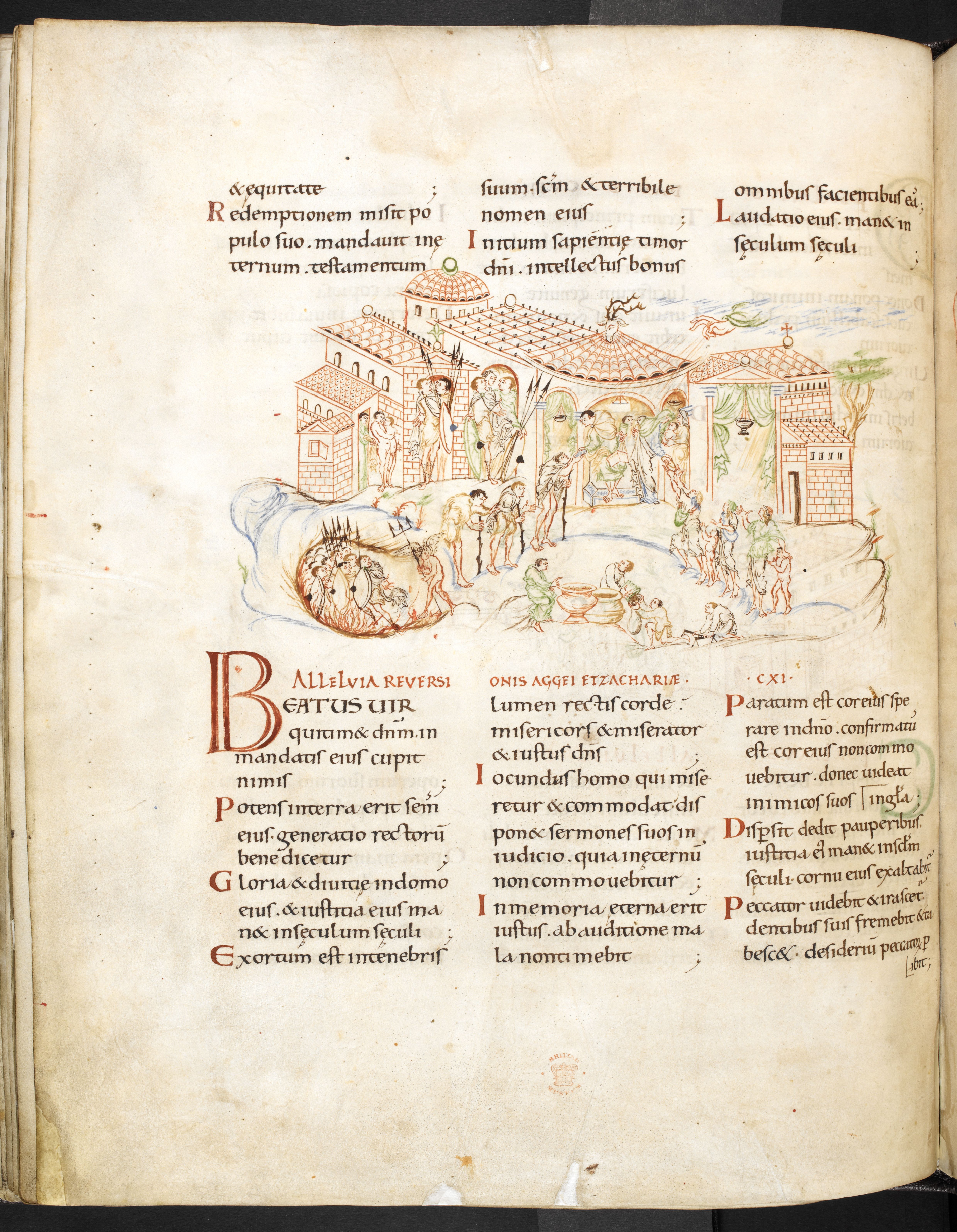
L'illustration du psaume 112 (111) dans le Psautier Harley (première moitié du XIe siècle) représente un palais au toit orné d'une tête de cerf.

Heorot est le grand hall du roi Hrothgar dans le poème anglo-saxon Beowulf. Il constitue une sorte de locus amoenus jusqu'à ce qu'il soit attaqué par Grendel. Son nom signifie « cerf » en vieil anglais (cf. l'anglais moderne archaïque hart).